# Syntretus splendidus
Syntretus splendidus är en stekelart som först beskrevs av Marshall 1887.  Syntretus splendidus ingår i släktet Syntretus och familjen bracksteklar. Arten är reproducerande i Sverige. Inga underarter finns listade i Catalogue of Life.